# Émile Sauvant
Émile-Fernand Sauvant, né le 15 septembre 1869 aux Vans et mort le 19 décembre 1939, était un vicaire apostolique de Bamako.

## Biographie
Il est ordonné prêtre à Carthage le 2 juillet 1895. Il reçoit sa première nomination à Ségou en décembre 1895.
Le 2 juillet 1921, il crée et dirige le vicariat apostolique de Bamako, et réside dans la paroisse de Kati. Il est nommé évêque titulaire d'Utique (de) le 8 juillet 1921.
Dans les années 1920, il crée des écoles, formant des enseignants parmi la population locale. Il lutte pour la liberté des filles et contre les mariages forcés.
Il fait construire la cathédrale du Sacré-Cœur-de-Jésus de Bamako dont il pose la première pierre le 21 février 1925 en présence de Philippe Pétain.
Il démissionne de son poste en 1926 pour raisons de santé, et regagne la France.
Il reste notamment connu par son travail de linguiste spécialiste du Bambara. En 1935, il reçoit le Prix Verrière de l'Académie française.

## Ouvrages
- Manuel de la langue bambara, 1905[10],[11].
- Dictionnaire Bambara-Français et Français-Bambara, 1926[12].
- Grammaire Bambara, tout d'abord publiée en 1913[13], puis rééditée avec Paul-Marie Molin[14],[15].